# لورا مولين
لورا مولين (بالإنجليزية: Laura Mullen)‏ (1958، لوس أنجلوس في الولايات المتحدة)؛ كاتِبة وشاعرة أمريكية.